# Wired Equivalent Privacy
Wired Equivalent Privacy, of WEP is een door de IEEE 802.11 gespecificeerde methode om berichten die via een draadloze verbinding (wifi) worden verstuurd te versleutelen en maakt gebruik van de RC4-encryptie van RSA Security. De versleuteling vindt plaats tussen de twee NICs; de versleuteling geldt dus alleen voor zover de data "in de lucht hangen". Nadat de data ontvangen zijn, zijn ze niet meer gecodeerd. Om gebruik te maken van WEP moeten de participerende NICs WEP aanzetten en een gelijke sleutel ingevoerd krijgen.

## Werking van WEP
- Van de te verzenden data wordt een CRC32-checksum berekend. Deze checksum wordt achter de data geplakt.
- Het nieuwe geheel (Data + CRC32(Data)) wordt de 'plaintext' genoemd. ('Plain', omdat dit stuk nog niet gecodeerd is en dus gewoon leesbaar.)
- De keystream wordt als volgt berekend: keystream = RC4(IV, sleutel).
  - IV = initiële vectoren. Dit zijn een aantal willekeurige getallen die mogen, maar NIET moeten (volgens de IEEE WEP-specificaties), veranderen bij elk nieuw verzonden pakket.
  - sleutel = een afgesproken 'wachtwoord' dat gebruikt wordt en door beide NIC's op voorhand bekend is.
- Het pakket wordt samengesteld: eerst worden de keystream en plaintext tezamen ge-XOR'd en vervolgens wordt de IV voor het pakketje geplakt. Dan wordt het pakket verzonden.

Kort samengevat:
pakket = IV + XOR(data + crc32(data), RC4(IV, sleutel))

### WEP Onveilig
WEP is voor enigszins serieuze databeveiliging onvoldoende; het heeft een statische sleutel en een aantal fouten in het ontwerp. Vroeger duurde het (afhankelijk van het dataverkeer) enkele tot tientallen uren om een WEP-sleutel te kraken. Door verbeterde technieken is dit tegenwoordig in slechts enkele minuten mogelijk, zoals gedemonstreerd door de FBI in 2005. WEP is hierdoor alleen geschikt om bij thuisgebruik aan derden de toegang tot het netwerk - en daarmee vaak het internet - te ontzeggen. Maar iemand met meer kennis van zaken kraakt de sleutel binnen een paar minuten.

### Verbeterde beveiliging: WPA2
Wi-Fi Protected Access (IEEE 802.11i), of WPA, is bedoeld om WEP te vervangen. WPA was een tussenstap om de problemen in WEP snel op te lossen en ondersteunt een deel van de norm 802.11i, WPA2 implementeert de volledige norm. Tegenwoordig ondersteunen alle nieuwe wifi-apparaten WPA2. Oude WEP-apparatuur is soms door middel van een firmware upgrade in staat om WPA te ondersteunen, WPA-apparatuur kan vaak ook WPA2 ondersteunen door middel van een upgrade.